# Stereotypi (bogtryk)
Ved stereotypi forstås inden for bogtrykket, at man tager et aftryk af satsen og klicheerne, når disse er samlet til en trykform, og derpå støber en kopi af trykformen i typemetal. 
De første forsøg med stereotypi blev udført af den skotske guldsmed W. Ged. Det var dog først Lord Stanhope, der omkring år 1800 fik udviklet teknikken til praktisk anvendelighed. Disse tidlige aftryk blev taget i gips. I 1829 udviklede den franske sætter Genoux teknikken med aftryk i papir, der snart blev enerådende. 
Aftrykket tages normalt i en art papmache bestående af flere fugtede papirark under stort tryk, hvilket slider på skriften. Teknikken brugtes især på aviser med maskinsats, så skriften blev støbt om bagefter. Det er også muligt at tage ”håndbankede aftryk” uden det store tryk. Man bruger her en børste til at banke papirmassen ned over formen. 
På aviser brugte man gerne tørmatricer, der ikke var fugtede og derfor ikke skulle tørres. Den teknik kræver dog et meget stort tryk og ødelægger satsen. 
Når papiraftrykket er tørret i en ovn, støber man kopien i papiraftrykket og metallet kan da bukkes i cylinderform, eller støbes direkte i den form, til brug i en rotationspresse. Inden anbringelse i trykpressen, skulle aftrykket afhøvles og ”smøresteder”, der kunne give aftryk af trykfarve, blev fræset eller graveret bort. Normal blysats kan ikke anbringes i en rotationspresse, typerne ville falde ud. En anden anvendelse var at gemme en kopi af satsen til evt. senere brug ved genoptryk. Da afstøbningen var tyndere end den oprindelige sats, sparede man herved en hel del kostbart typemetal. 
Teknikken kan også bruges til hurtig mangfoldiggørelse af klicheer.